# روثا جزائرية
الروثا الجزائرية (باللاتينية: Salsola algeriensis) نوع نباتي يتبع جنس الروثا من الفصيلة القطيفية.

## الموئل والانتشار
موطنها المغرب العربي.